# Haaröl

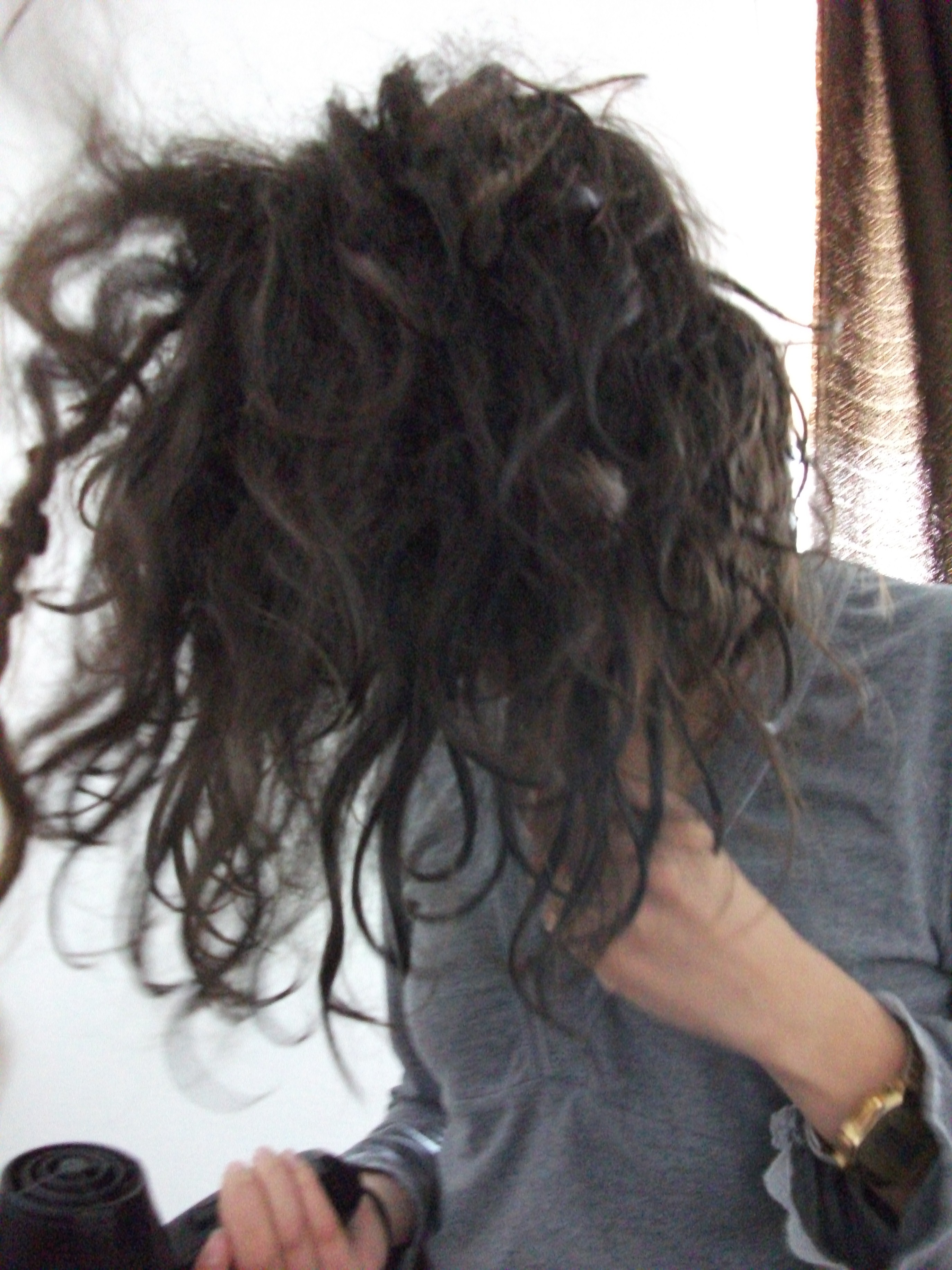
Haaröl soll für eine leichte Kämmbarkeit sorgen

Haaröl dient der Haarpflege. Es ist zur Fettung der Haare und zur Festigung der Frisur geeignet.

## Historisches

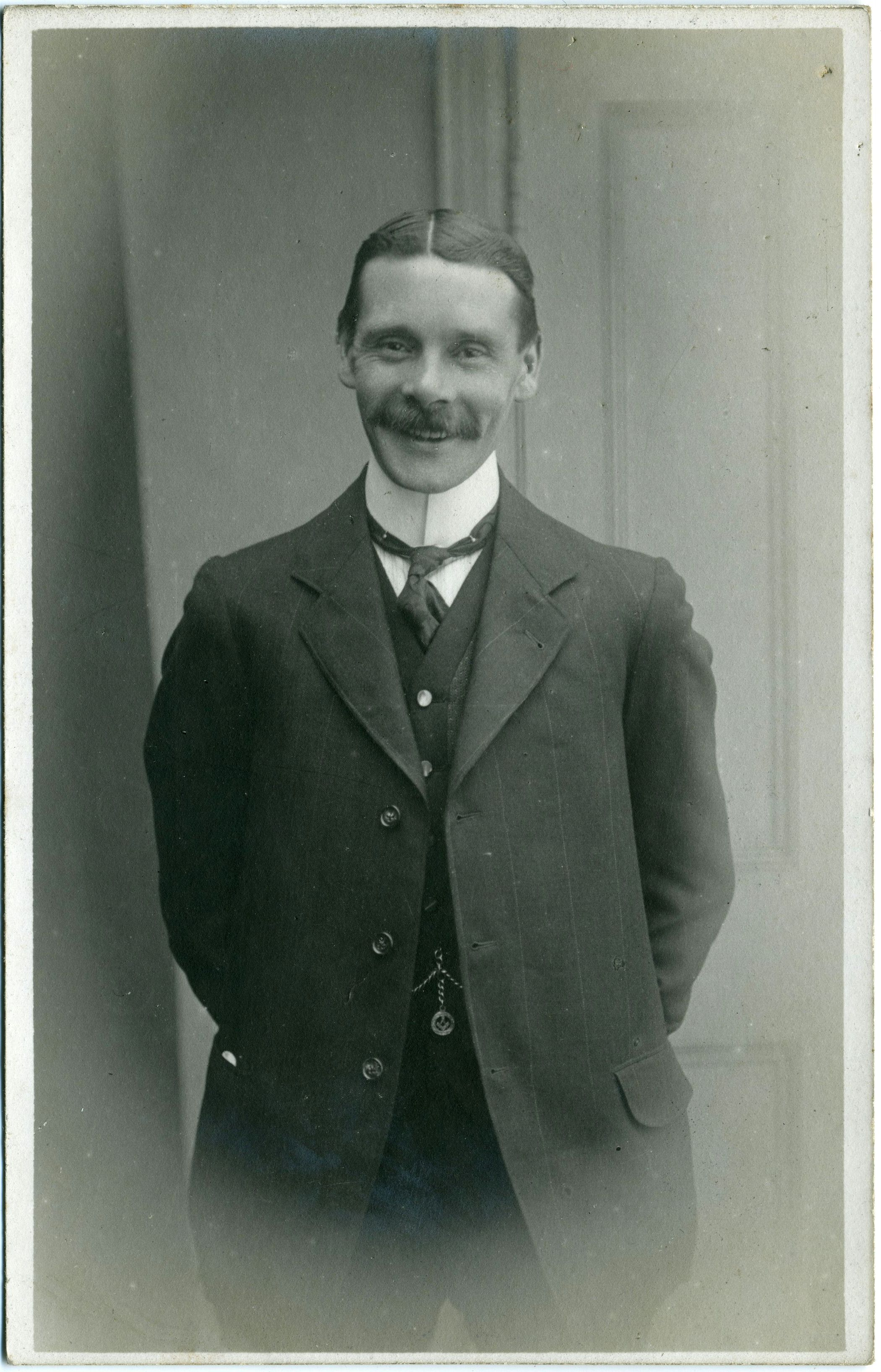
Ein Mann mit Makassar-Öl im Haar

Bereits im 16. Jahrhundert wurde Haaröl verwendet. Auch im viktorianischen England wurde Makassaröl als Haaröl eingesetzt. Makassaraöl ist ein etherisches Öl der Ylang-Ylang-Blumen aus Indonesien. Solche Produkte wurden damals nur von der Oberschicht und Dandys verwendet.
Heutzutage besitzt diese Anwendung keine große Bedeutung mehr.

## Anwendung
Haaröle werden bei trockenem, strapaziertem Haar angewendet. Es wird vor dem Kämmen im trockenen oder feuchten Haar verteilt. Im Gegensatz zu Haarkuren brauchen Haaröle keine lange Einwirkzeit, sie  wirken schnell. Außerdem handelt es sich um ein "Leave-in-treatment". Das bedeutet, dass ein Haaröl nicht ausgewaschen werden muss.

## Inhaltsstoffe

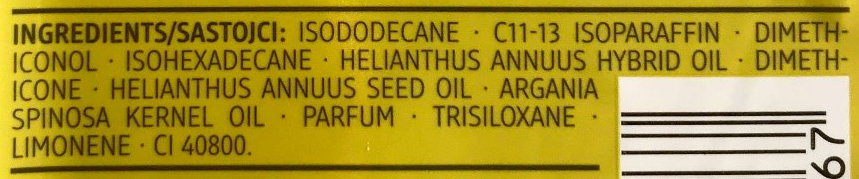
Inhaltsstoffe eines Haaröls nach INCI

Durch verschiedene Zusammensetzungen können die Haaröle in drei Kategorien eingeteilt werden.
- Haaröle
- Schüttel-Haaröle
- Feste und pastenförmige Brillantinen[5]

### Haaröle

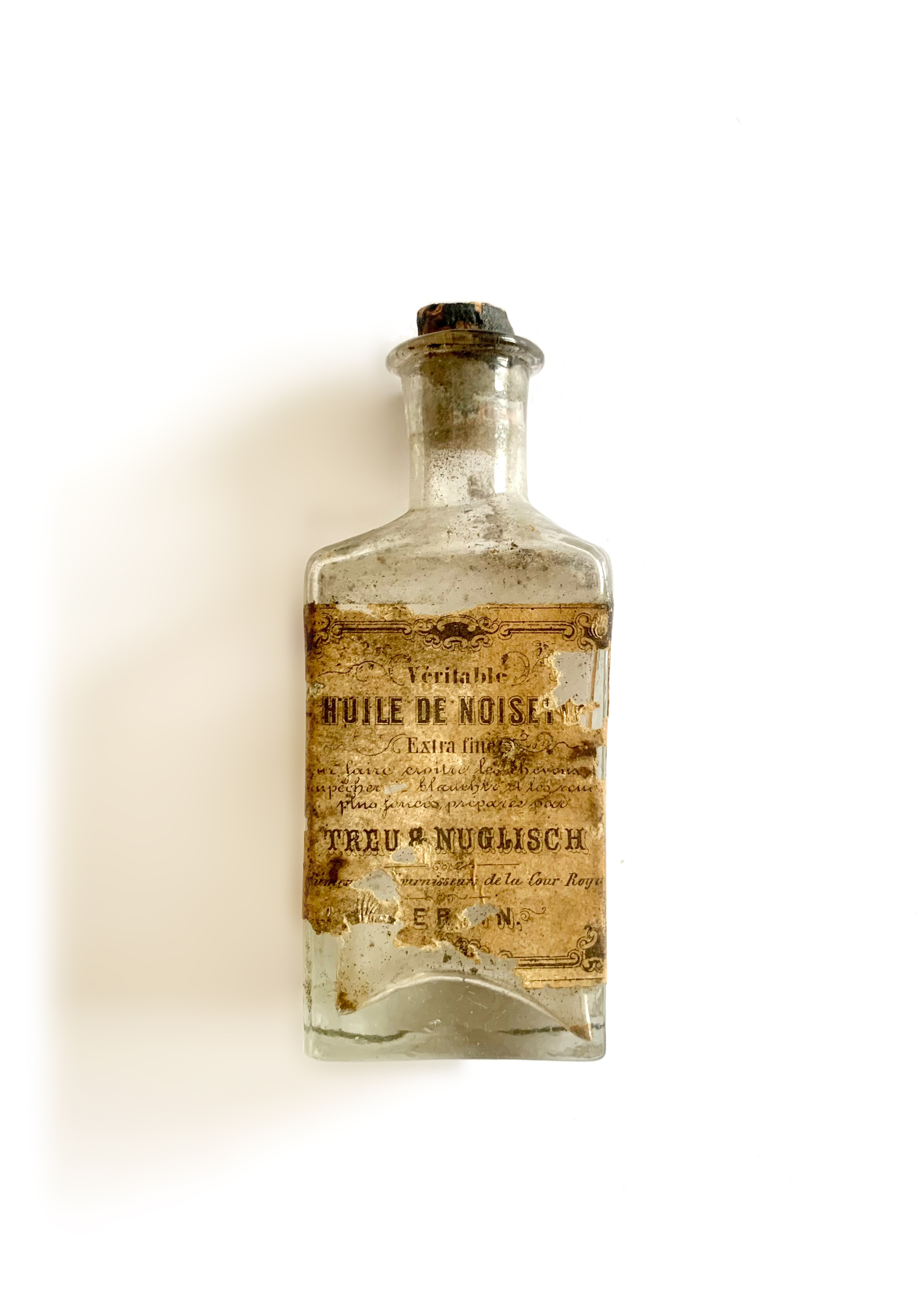
Haaröl-Flasche Huile de noisette der Firma Treu & Nuglisch, ca. 1840/1850.

Normale Haaröle enthalten meistens Paraffinöle, pflanzliche Öle, höhere Alkohole, flüssige Monoglyceride, Fettsäureester und Konservierungsmittel. Häufig werden ihnen noch Riechstoffe, Farbstoffe und weitere spezifische Stoffe zugesetzt. Außerdem können UV-Filter für den Sonnenschutz beigemischt werden. Diese sind jedoch teilweise hormonell wirksam. In günstigeren Ausführungen werden meist pflanzliche Öle durch Silikone ersetzt.

### Schüttel-Haaröle
Die Schüttel-Haaröle enthalten im Vergleich zu den normalen Haarölen zusätzlich Ethanol. Das Haaröl wird zu einer heterogenen Mischung verdünnt (Öl 2:1 Ethanol). Dadurch soll eine bessere Verteilbarkeit im Haar erreicht werden. Durch ein kräftiges Schütteln vor der Benutzung wird eine grobe, unbeständige Emulsion erzeugt.

### Feste und pastenförmige Brillantinen
Neben den üblichen Bestandteilen von Haarölen enthalten feste und pastenförmige Brillantinen zusätzlich Ceresin, Vaseline, Wollwachs, Walrat, Bienenwachs, Harze oder synthetische Wachse. Außerdem werden zur Verdickung Salze – wie Aluminiumstearat – beigemischt.

## Wirkung
Die Haare sollen durch die Anwendung von Haaröl leichter kämmbar sein. Außerdem soll es ihnen Glanz, guten Sitz und geschmeidigen Griff verleihen. Dies wird durch den Wachs- oder Fettfilm erreicht, mit dem die Haaroberfläche überzogen wird. Dabei geben Mineralwachse besseren Glanz als Wollwachse und Bienenwachse. Die festen und pastenförmigen Brillantinen werden auch zur Glättung starker Locken eingesetzt.

## Handelsformen
Haaröle sind meist in Flaschen und als Aerosol (mit Treibgas in Sprühdosen) erhältlich. Durch die Entwicklung von modernen Festigern und Haarsprays ist der Marktanteil jedoch stark zurückgegangen.